# SpaceX CRS-21
SpaceX CRS-21, también conocida como SpX-21 o CRS-21, fue una misión de los Servicios Comerciales de Abastecimiento a la Estación Espacial Internacional. Tuvo su lanzamiento el 6 de diciembre de 2020 a las 16:17 UTC. La misión es contratada por la NASA y lanzada por SpaceX usando una cápsula Cargo Dragon 2.
Este es el primer vuelo para SpaceX bajo el contrato CRS-2 de la NASA, adjudicado en enero de 2016. También es el primer vuelo de Cargo Dragon que se atraque al mismo tiempo que una nave espacial Crew Dragon (SpaceX Crew-1). Usará la etapa B1058.4 del Falcon 9, convirtiéndose en la primera misión para la NASA en reutilizar una etapa usada anteriormente en una misión ajena a la NASA. Esta es también la primera vez que SpaceX lanza una carga útil de la NASA en un propulsor con más de un vuelo anterior.

## Cargo Dragon
SpaceX planea reutilizar los Cargo Dragon hasta cinco veces. El Cargo Dragon se lanzará sin asientos, controles de cabina, el sistema de soporte vital requerido para sostener a los astronautas en el espacio y los motores de aborto SuperDraco.  Este diseño más nuevo proporciona varios beneficios, incluido un proceso más rápido para recuperar, renovar y volver a volar en comparación con el diseño anterior de Dragon CRS utilizado para las misiones de carga de la ISS.
Si bien actualmente se planea que CRS-21 sea una misión estándar de 30 días, el documento más reciente del Panel de Integración de Planificación de Vuelo (FPIP) indica que a partir de CRS-23, las misiones de carga de SpaceX comenzarán a extenderse hasta los 60 días y más.
A partir de la misión CRS-21, las nuevas cápsulas Dragon Cargo caerán en paracaídas en el Océano Atlántico al este de Florida, en lugar de la zona de recuperación actual en el Océano Pacífico al oeste de Baja California. Esta preferencia de la NASA se agregó a las misiones CRS-2.

## Carga útil primaria
La NASA contrató la misión CRS-21 de SpaceX y, por lo tanto, determina la carga útil principal, la fecha de lanzamiento y los parámetros orbitales del Cargo Dragon. 
La carga útil principal contiene:
- Investigaciones científicas
- Hardware del vehículo
- Suministros de tripulación
- Equipo de caminata espacial
- Recursos informáticos
- Cargas útiles externas

### Experimentos y equipo
Bishop, también conocido cómo NanoRacks Airlock Module, es un pequeño módulo comercial de esclusas de aire conectado al Nodo 3 (módulo Tranquility  de la ISS. El módulo de esclusa de aire NanoRacks ofrecerá cinco veces el volumen de despliegue de satélites que las oportunidades actuales (esclusa de aire del módulo Kibō japonés) disponibles en la actualidad. Nanoracks es el contratista principal, Thales Alenia Space fabrica la carcasa presurizada y Boeing proporciona el mecanismo de atraque. Será el primer módulo comercial de la ISS. Agregará otra esclusa a la plétora de esclusas de la ISS. Ha estado en construcción desde 2015 y actualmente se encuentra en las últimas etapas de fabricación en las instalaciones de procesamiento de la estación espacial.
BioAsteroid es un experimento diseñado para probar la infraestructura y las herramientas necesarias para la extracción de rocas de asteroides, lunares y marcianas. Extraerá basalto de esos cuerpos para su exploración cuando los humanos finalmente aterricen en ellos.
Hemocue es una prueba del sistema para pruebas de glóbulos blancos en la luna y marte. Los sistemas se desarrollaron bajo la gravedad terrestre y aún deben probarse en cero g.
The Brain Organoid experiment es una continuación del primer experimento Brain Organoid. Su objetivo es validar la primera ronda de experimentos y continuar la investigación registrada durante esas primeras pruebas. El programa estudia el cerebro humano desarrollado temprano, sus movimientos en microgravedad, y puede ayudar a abordar y crear mejores modelos de trastornos neurodegenerativos.
Cardinal Heart es una continuación de un experimento anterior. Este experimento estudiará los cardiomiocitos en el tejido cardíaco humano y su reacción a un entorno de gravedad cero.
Subsa-Brains estudia los efectos de los micrometeoritos y la basura espacial y el daño que pueden causar, así como el proceso para reparar el tejido, llamado soldadura fuerte, y si todavía funciona en un entorno de gravedad cero.
La cápsula presurizada CRS-21 llevará una variedad de otras investigaciones, incluidos estudios sobre cómo las condiciones espaciales afectan la interacción entre microbios y minerales. 